# Мовчани (Мядельський район)
Мовчани (біл. вёска Моалчани) — село в складі Мядельського району Мінської області, Білорусь. Село підпорядковане Мядзельській сільській раді, розташоване в північній частині області.